# Rio Arruda
O rio Arruda é um curso de água que banha o estado do Paraná.